# Třída Bizerte
Třída Bizerte (jinak též třída P48) je třída hlídkových lodí tuniského námořnictva. Celkem byly postaveny tři jednotky této třídy. Ve služb jsou od roku 1970. Původně sloužily jako raketové čluny, tato výzbroj z nich byla později sejmuta.

## Stavba
Pro tuniské námořnictvo byly francouzskou loděnicí Societe Francaise de Constructions Navales (SFCN) v Villeneuve-la-Garenne  postaveny tři raketové čluny typu P48, pojmenované Bizerte (P301), Horria (P302) a Monastir (P303). První dva byly do služby přijaty roku 1970 a třetí roku 1975.
Jednotky třídy Bizerte:
| Jméno                     | Loděnice          | Zahájení stavby    | Spuštěna           | Zařazení do služby | Status |
| ------------------------- | ----------------- | ------------------ | ------------------ | ------------------ | ------ |
| Bizerte (P301)            | Ch. Franco-Belges | 5. června 1969     | 20. listopadu 1969 | 10. července 1970  |        |
| Horria (P302, ex Liberté) | SFCN              | 20. listopadu 1969 | 12. února 1970     | říjen 1970         |        |
| Monastir (P303)           | SFCN              | 1. února 1974      | 25. června 1974    | 25. března 1975    |        |

## Konstrukce
Původní výzbroj tuniských plavidel tvořily dva dvojité 37mm kanóny a osm protilodních střel SS.12. Pohonný systém tvoří dva diesely o výkonu 4000 bhp, pohánějící dva lodní šrouby. Nejvyšší rychlost dosahuje 22 uzlů.